# Zaprionus spinilineosus
Zaprionus spinilineosus är en tvåvingeart som beskrevs av Toyohi Okada och Carson 1983. Zaprionus spinilineosus ingår i släktet Zaprionus och familjen daggflugor. Inga underarter finns listade i Catalogue of Life.